# 1931 en mathématiques
| Années des mathématiques : 1928 - 1929 - 1930 - 1931 - 1932 - 1933 - 1934    |
| Décennies des mathématiques : 1900 - 1910 - 1920 - 1930 - 1940 - 1950 - 1960 |

Cet article présente les faits marquants de l'année 1931 en mathématiques.

## Évènements
- Espaces de Birnbaum-Orlicz définis par le mathématiciens Władysław Orlicz et Zygmunt William Birnbaum[1].

## Naissances
- 1er janvier : 

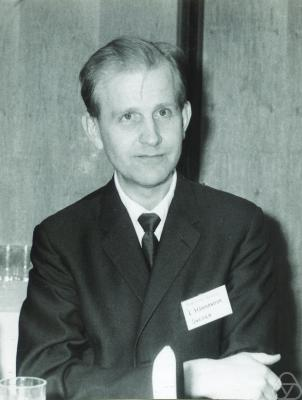
Lars Hörmander

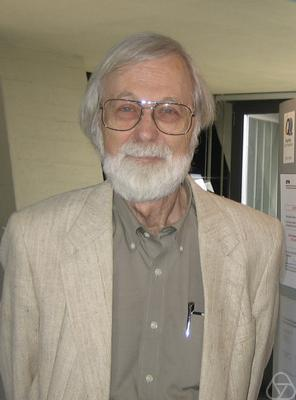
John Milnor

  - Sergueï Adian (mort en 2020), mathématicien russe.
  - Sabetai Unguru (mort en 2024), historien des mathématiques et des sciences israélien.
- 13 janvier : Elias Menachem Stein (mort en 2018), mathématicien américain.
- 24 janvier : Lars Hörmander (mort en 2012), mathématicien suédois, médaille Fields en 1962.
- 20 février : John Milnor, mathématicien américain, médaille Fields en 1962.
- 22 février : Roy Adler (mort en 2016), mathématicien américain.
- 3 mars : Bernard Morin (mort en 2018), mathématicien français.
- 26 mars : Paul Benacerraf, philosophe des mathématiques américain d'origine marocaine.
- 9 avril : Heisuke Hironaka, mathématicien japonais, médaille Fields en 1970.
- 13 mai : András Hajnal (mort en 2016), mathématicien hongrois.
- 22 mai : Czesław Olech (mort en 2015), mathématicien polonais.
- 25 mai : Danuta Przeworska-Rolewicz (morte en 2012) , mathématicienne polonaise.
- 30 mai : Nino Boccara (mort en 2019), mathématicien et physicien français.
- 13 juin : Herbert Wilf (mort en 2012), mathématicien américain.
- 8 juillet : Piotr Oufimtsev, physicien et mathématicien soviético-russe.
- 23 juillet : Michel Hénon (mort en 2013), mathématicien et astronome français.
- 8 août : Roger Penrose, physicien et mathématicien britannique.
- 12 août : Morton Brown, mathématicien américain.
- 24 août : Milosav Marjanović, mathématicien serbe.
- 3 septembre : Michael Fisher, physicien, chimiste et mathématicien britannique spécialisé en physique statistique.
- 25 septembre : Bryan Birch, mathématicien britannique.
- 19 novembre : Harry Kesten (mort en 2019), mathématicien américain.

## Décès
- 21 janvier : Cesare Burali-Forti (né en 1861), mathématicien italien.
- 1er février : Jean Alexandre Joannis (né en 1857), mathématicien et physicien français.
- 31 mai : Eugène Cosserat (né en 1866), mathématicien et astronome français.
- 6 juillet : Alexander McAulay (né en 1863), mathématicien et physicien australien.
- 27 juillet : Jacques Herbrand (né en 1908), mathématicien et logicien français.
- 2 septembre : François Nau (né en 1864), mathématicien, prêtre catholique et spécialiste de langues orientales français.
- 10 septembre : Dmitri Egorov (né en 1869), mathématicien russe.
- 28 septembre : Paul Barbarin (né en 1855), mathématicien français.
- 24 octobre : Maurice Alliaume (né en 1882), mathématicien belge.
- 29 octobre : Gabriel Koenigs (né en 1858), mathématicien français.
- 10 novembre : Charlotte Scott (née en 1858), mathématicienne britannique.
- 5 décembre : C. L. E. Moore (né en 1876), mathématicien américain.